# Zygocera nigromaculata
Zygocera nigromaculata là một loài bọ cánh cứng trong họ Cerambycidae.